# Слухай Степан Іванович
Степан Іванович Слухай (15 грудня 1905, Шпендівка — 1 серпня 1984, Київ) — український науковець-агрохімік, фізіолог рослин, педагог. Доктор біологічних наук (1965), доцент (1940). Дослідник фізіології деревних рослин в Україні, удосконалив вегетаційний метод та діагностику мінерального живлення.
Учасник німецько-радянської війни, брав участь у бойових діях на Південно-Західному фронті, очолював підпільно-диверсійну групу на Білоцерківщині. Після закінчення війни працював в низці освітніх та науково-дослідних закладів України — зокрема, понад 25 років роботи віддав Інституту фізіології рослин АН УРСР (1958—1984). Автор близько 120 наукових робіт, декількох авторських свідоцтв на винаходи.

## Життєпис
Народився 15 грудня 1905 року в селі Шпендівка на Київщині в селянській родині.
У 1927 році закінчив агрономічний факультет Білоцерківського сільськогосподарського політехнікуму. З 1929 року — заступник завідувача, пізніше завідувач дослідного поля Головного управління цукрової промисловості. Протягом року (1933—1934) працював головним агрономом та заступником директора Спичинецького бурякорадгоспу (Вінниччина).
З 1934 року — асистент Білоцерківського сільськогосподарського інституту. У 1936 році закінчив аспірантуру Київського агроінженерного інституту цукрової промисловості. У 1940 році захистив дисертацію та здобув науковий ступінь кандидата сільськогосподарських наук, затверджений у вченому званні доцента.
З початком німецько-радянської війни брав участь у бойових діях на Південно-Західному фронті, пізніше очолював підпільно-диверсійну групу на Білоцерківщині. З 1945 року, після демобілізації, керував кафедрою ґрунтознавства й агрохімії Житомирського державного сільськогосподарського інституту, обіймав посаду декана агрономічного факультету.
З 1948 року — старший науковий співробітник, пізніше завідувач відділу Інституту лісу АН УРСР. Паралельно викладав у Київському педагогічному інституті імені О. М. Горького. Після об'єднання Інституту лісу з Українським науково-дослідним інститутом лісового господарства і агролісомеліорації у 1956 році обійняв посаду завідувача лабораторії фізіології та біохімії рослин.

Могила Степана Слухая, Байкове кладовище

З 1958 року — науковий співробітник Інституту фізіології рослин АН УРСР (ІФР), з 1964 року — завідувач групи з дослідження водного режиму рослин. Розпочавши роботу в інституті, переїхав до новозбудованого будинку для співробітників закладу біля Голосіївської площі. У 1965 році здобув науковий ступінь доктора біологічних наук, захистивши дисертацію на тему «Питание и удобрение молодых древесных растений» (науковий консультант — академік Петро Власюк).
У 1968 році очолив відділ водного режиму рослин ІФР. У 1974 році залишив керівництво відділом, працював в інституті до останніх днів. Помер на 79-му році життя 1 серпня 1984 року. Похований на Байковому кладовищі (ділянка № 47а, 50°25′0.75″ пн. ш. 30°30′1.13″ сх. д. / 50.4168750° пн. ш. 30.5003139° сх. д.).

## Наукова діяльність
Автор близько 120 наукових робіт, декількох авторських свідоцтв на винаходи. Науковий керівник чотирьох кандидатів наук. Серед учнів Степана Слухая, зокрема, професор Іван Григорюк.
У своїй кандидатській дисертації 1940 року дослідив значення диференційованого азотного живлення для низки аспектів цукрового буряка. Як декан агрономічного факультету Житомирського державного сільськогосподарського інституту, відновлював навчальну та експериментальну бази після завершення війни.
Під час роботи в Інституті лісу АН УРСР досліджував фізіологію деревних рослин в Україні, зокрема евкомії, бруслини, бархату амурського тощо. Займався удосконаленням вегетаційного методу та діагностики мінерального живлення. За розробку системи живлення та удобрення скумпієвих плантацій та швидкоростучих видів тополі нагороджений медалями ВДНГ.
У заключний період наукової діяльності, в Інституті фізіології рослин АН УРСР, поклав в основу докторської дисертації 1965 року дослідження впливу умов мінерального живлення на низку аспектів деревних рослин. Використовуючи метод радіоактивних ізотопів, довів, що в молодих деревних рослинах відбувається висока інтенсивність фосфорного обміну. На посаді завідувача відділу водного режиму рослин здійснив низку відкриттів, пов'язаних із продукційним процесом рослин, довів високу ефективність позакореневого підживлення розчинами сечовини.
Співорганізатор Всесоюзного симпозіуму з водного режиму рослин 1981 року, депутат Білоцерківської районної ради депутатів трудящих. Член спеціалізованої вченої ради з захисту докторських та кандидатських дисертацій при Інституті фізіології рослин АН УРСР, член редакційної колегії часопису «Физиология и биохимия культурных растений».

## Науковий доробок (частковий)
- Применение удобрений в лесных питомниках — Москва ; Ленинград: Гослесбумиздат, 1958. — 63 с.
- Удобрение тополевых питомников и плантаций / С. И. Слухай, канд. с.-х. наук ; Укр. науч.-исслед. ин-т лесного хозяйства и агролесомелиорации. — Харьков: [б. и.], 1958. — 11 с.
- Питание и удобрение молодых древесных растений: диссертация доктора биологических наук : 03.00.00. — Киев, 1965. — 520 с.
- Питание и удобрение молодых древесных растений / Акад. наук УССР. Ин-т физиологии растений. — Киев: Наукова думка, 1965. — 303 с., 3 л. ил.
- Водный режим и минеральное питание кукурузы / АН УССР. Ин-т физиологии растений. — Киев: Наук. думка, 1974. — 247 с.
- Оптимизация водного режима и минерального питания озимой пшеницы — Киев: Наук. думка, 1978. — 235 с.
- Физиологические основы высокой продуктивности кукурузы: Сб. науч. тр. / АН УССР, Ин-т физиологии растений; [Отв. ред. С. И. Слухай]. — Киев: Наук. думка, 1983. — 201 с.
- Водный режим растений в связи с действием факторов среды / [И. Г. Шматько, С. И. Слухай, Н. Н. Шевченко и др.]; Под общ. ред. И. Г. Шматько. — Киев: Наук. думка, 1983. — 199 с.